# Rudolf Henning (Theologe)
Rudolf Henning (* 14. Dezember 1921 in Bennigsen; † 30. Januar 2005) war ein deutscher römisch-katholischer Theologe.

## Leben
Nach dem Abitur 1939 studierte er Volkswirtschaft an der TH Hannover sowie an den Universitäten Breslau und Hamburg (Diplom-Volkswirt). Ab 1945 war er Priesteramtskandidat des Bistums Hildesheim in Bad Driburg/Paderborn. 1950 wurde er zum Priester geweiht. Er studierte christliche Sozialwissenschaften an der Universität Münster bei Joseph Höffner. Nach der Promotion zum Dr. theol. 1958 war er Studentenpfarrer an der Pädagogischen Hochschule Alfeld/Leine. 1960 wurde er wissenschaftlicher Assistent an dem von Joseph Höffner geleiteten Institut für Christliche Sozialwissenschaften der Universität Münster. Von 1964 bis 1987 lehrte er als Ordinarius für Christliche Gesellschaftslehre in der Theologischen Fakultät der Albert-Ludwigs-Universität Freiburg.

## Schriften (Auswahl)
- Der Massstab des Rechts im Rechtsdenken der Gegenwart. Münster 1961.
- Richtet nicht – oder doch? Der Christ und die Strafgewalt des Staates. Köln 1979, ISBN 3-7616-0538-2.
- „Rückbindung“ auf Zukunft hin. Streifzüge durch die religiöse Umwelt. Freiburg 1999.